# Eesti meistrid 1938-1939
Al campionato parteciparono otto squadre e il JS Estonia Tallinn vinse il titolo.

## Classifica finale
| Pos | Club                     | G  | V  | N | P  | GF | GS | Dif | Punti |
| --- | ------------------------ | -- | -- | - | -- | -- | -- | --- | ----- |
| 1   | JS Estonia Tallinn       | 14 | 11 | 1 | 2  | 40 | 11 | +29 | 23    |
| 2   | Tallinna Jalgpalli Klubi | 14 | 7  | 3 | 4  | 43 | 26 | +23 | 17    |
| 3   | VS Sport Tallinn         | 14 | 7  | 1 | 6  | 35 | 26 | +9  | 15    |
| 4   | SÜ Esta Tallinn          | 14 | 5  | 5 | 4  | 25 | 21 | +4  | 15    |
| 5   | ESS Kalev Tallinn        | 14 | 5  | 4 | 5  | 27 | 23 | +4  | 14    |
| 6   | PK Olümpia Tartu         | 14 | 7  | 0 | 7  | 22 | 36 | -14 | 14    |
| 7   | SS Tervis Pärnu          | 14 | 4  | 1 | 9  | 21 | 42 | -21 | 9     |
| 8   | Narva THK                | 14 | 2  | 1 | 11 | 18 | 46 | -28 | 5     |

G = Partite giocate; V = Vittorie; N = Nulle/Pareggi; P = Perse; GF = Goal fatti; GS = Goal subiti; Dif = differenza reti; 

## Classifica marcatori
| Pos | Nome                    | Club                     | Gol |
| --- | ----------------------- | ------------------------ | --- |
| 1   | Osvald Kastanjan-Kastan | Tallinna Jalgpalli Klubi | 13  |
| 2   | Johannes Niks           | ESS Kalev Tallinn        | 10  |
| 3   | Richard Kuremaa         | JS Estonia Tallinn       | 8   |
| 4   | Ralf Veidmann           | ESS Kalev Tallinn        | 7   |
| 4   | Otto Lõhmus             | PK Olümpia Tartu         | 7   |
| 4   | Heinrich Uukkivi        | JS Estonia Tallinn       | 7   |